# O Tite tute Tati tibi tanta tyranne tulisti
O Tite tute Tati tibi tanta tyranne tulisti (en español «¡Oh Tito Tacio, tirano, tú mismo te produjiste tan terribles desgracias!») es un verso latino que pertenece a los Annales del poeta Quinto Ennio (Ann. 104 Skutsch), que llegaron hasta el día de hoy fragmentariamente.
El apóstrofe se dirige a Tito Tacio, tal vez mentado por Rómulo, cuando se enteró de su muerte. El verso es una cita de la Rhetorica ad Herennium (4, 18), como ejemplo de una sentencia condenada por la abundancia de la consonante oclusiva dental sorda y el consiguiente agravamiento de la aliteración que socava el refinamiento de esta frase.
En virtud de la insistencia de la aliteración, por lo tanto, la frase puede ser considerada como un arcaico ejemplo de trabalenguas aunque no sea el propósito inicial de la composición.
- Datos: Q3880322